# Rotierende Scheibenelektrode
Eine rotierende Scheibenelektrode (RDE, engl. rotating disc electrode) ist ein elektrochemischer Versuchsaufbau, bei dem die Arbeitselektrode durch Rotation einen konstanten Stofftransport erfährt. Dadurch wird es möglich, den Massentransport von chemischen Spezies zur Elektrodenoberfläche in elektrochemischen Reaktionen zu untersuchen.
Die rotierende Scheibenelektrode ist ein wichtiger experimenteller Aufbau zur Untersuchung von elektrochemischen Katalysatoren.

## Aufbau
Als Arbeitselektrode werden meist Edelmetalle oder Glaskohlenstoff in planarer Ausführung verwendet. Die Arbeitselektrode wird auf einem rotierenden Schaft montiert und in den Elektrolyten gesenkt. Sie rotiert bis zu 3000/min. Durch die Rotation wird ein in erster Näherung laminarer Fluss entlang der Elektrodenoberfläche erzeugt. Dadurch wird es möglich, Massentransporteffekte in elektrochemischen Reaktionen zu untersuchen und Diffusionskoeffizienten von reagierenden Molekülen zu bestimmen.

## Theoretische Beschreibung
Ein umfassendes empirisches Modell zur Beschreibung der Konvektion lieferte Levich. Für die axiale Geschwindigkeit {\displaystyle v_{x}} entlang der Elektrodenoberfläche ({\displaystyle x=0}) gilt:
{\displaystyle v_{x}=-0,510\cdot w^{\frac {3}{2}}\cdot \nu ^{-{\frac {1}{2}}}\cdot x^{2}+0,333\cdot w^{2}\cdot \nu ^{-1}\cdot x^{3}}
mit
- der Rotationsgeschwindigkeit {\displaystyle w}
- der Viskosität {\displaystyle \nu } des Elektrolyten.

Für Reaktanten, die langsam diffundieren, gilt für den resultierenden Strom:
{\displaystyle I_{\mathrm {lim,c} }=0,62\cdot n\cdot F\cdot \pi \cdot r^{2}\cdot D^{\frac {3}{2}}\cdot \nu ^{-{\frac {1}{6}}}\cdot w^{\frac {1}{2}}\cdot c}
mit
- der Anzahl {\displaystyle n} an transferierten Elektronen bei der ablaufenden Reaktion (siehe Äquivalentzahl)
- der Faraday-Konstante {\displaystyle F}
- dem Radius {\displaystyle r} der Arbeitselektrode
- dem Diffusionskoeffizient {\displaystyle D}
- der Konzentration {\displaystyle c} der reagierenden Spezies.